# Gifford Pinchot
Gifford Pinchot ( * 11 de agosto de 1865 - 4 de octubre de 1946) fue un político, ingeniero agrónomo y botánico estadounidense ; primer Jefe del Servicio Forestal de Estados Unidos (1905–1910) como asimismo fue gobernador de Pensilvania (1923–1927, 1931–1935), por los republicanos progresistas
Pinchot es conocido por reformar la dirección y desarrollo de los bosques en los Estados Unidos y por defender la conservación de las reservas de la nación por medio de su uso planeado y la renovación constante. Pinchot acuñó el término “conservación ética” de los recursos naturales.
- La abreviatura «Pinchot» se emplea para indicar a Gifford Pinchot como autoridad en la descripción y clasificación científica de los vegetales.[1]